# 高橋敏雄 (実業家)
高橋 敏雄（たかはし としお、明治41年（1908年）1月13日 - 不明）は、広島県広島市出身の実業家・経営者である。萬国製針二代目社長・会長を歴任。父は萬国製針創業者の高橋誠太郎。

## 略歴
1908年１月13日に広島県広島市で生まれる。1926年に旧制崇徳中学校を卒業し、家業を継ぐべく萬国製針商会に入社する。1936年に同会代表者となる。1945年8月6日に原子爆弾の被害により、工場・設備の一切を失い、自宅も焼かれ、長男を始め近親者の10名が亡くなった。高橋自身、原爆を恨み、アメリカに対する憎悪の念を燃やしながら終戦を迎えたとされる。
アメリカに対する憎悪は、やがてアメリカへの積極的な針の輸出という企業化精神へと転化されていった。1947年には工場を建て直し、紳士服の本場であるイギリスの縫い針に追いつくため、イギリス製の針に倣って先端を鋭くし、丈夫にするために材質を鉄から鋼に変えるなどの努力を重ねた。さらに、当時針穴の形は真丸だったが糸を通しやすくするために穴を縦長にし、縫うときに糸の余分な抵抗を生まないために針穴に糸溝を作り、針穴周辺を柔らかい金メッキで加工することで糸を切れにくくしたという。こうした試行錯誤の結果、1979年にはイギリス針の独壇場だったアメリカ市場において販売会社と正式契約し、アメリカ国内の4割近いシェアを確保するに至った。また、国内流通一位を誇る「広島針」の内でも萬国製針のシェアは40％余りを誇るようになるなど、高橋は萬国製針の復活に貢献した。